# Замфиреску, Дуилиу
Дуилиу Замфиреску (рум. Duiliu Zamfirescu; 30 октября 1858, Думбрэвени Трансильвания (ныне жудеца Вранча Румынии) — 25 февраля 1922, Агапие близ Рымнику-Сэрат) — румынский поэт, прозаик, драматург. Политик и дипломат. Член Румынской академии (с 1909).

## Биография
До 1880 изучал право в Бухарестском университете. Активный участник борьбы за создание Королевства Румынии в ходе Русско-турецкой войны (1877—1878). Тема Освободительной войны румын нашла свой отпечаток в его более поздних работах.
В 1880 году был назначен прокурором города Хиршова в Северной Добрудже. В 1882 ушел в отставку и занялся юридической практикой. До 1884 — литературный обозреватель «România Libera».
С 1885 года находился на дипломатической работе в Италии, Греции и Бельгии. Во время Первой мировой войны, после оккупации южной Румынии войсками Центральных держав, Замфиреску уехал в Яссы. В конце 1918 года стал одним из основателей Народной Лиги (Liga Poporului), впоследствии «Народной партии Румынии» во главе с генералом А. Авереску, редактировал газету «Îndreptarea».
С 13 марта по 12 июня 1920 занимал пост министра иностранных дел Румынии в правительстве А. Авереску, затем был избран президентом Палаты депутатов Румынии.

## Творчество
Дебютировал с циклом стихов в 1877 году.
Под влиянием французской романтической поэзии выпустил сборник стихов «Без заглавия» (1883).
Первым среди румынских писателей ввел в национальную литературу жанр романа-хроники, создав широкую патриархальную панораму жизни румынского общества конца XIX века.
Гуманистические и демократические стремления писателя нашли своё выражение в его прозе: трилогия «Жизнь в деревне» (1894), «Тэнасе Скатиу» (1895), «На войне» (1898), ознаменовавшей важнейший этап в становлении румынской прозы, изобразил распад боярской семьи и сатирически обличил нарождающийся тип дельца.
Известны работы Замфиреску о проблемах совершенства стиха, пластической завершенности образов, мастерства пейзажных зарисовок, среди них, «Иные горизонты» (1894), «Языческие гимны» (1897), «Новые стихи» (1899).